# El Mostrador
El Mostrador é um jornal em formato digital fundado em 1 de março de 2000, no Chile. Seu atual diretor é Federico Joannon Errázuriz.

## Histórico
El Mostrador foi lançado em 1 de março de 2000 e é o primeiro jornal exclusivamente digital fundado no Chile. Em 20 de novembro de 2001, parte de seu conteúdo jornalístico era só para assinantes, mas em 2007 tornou-se gratuito. Desde 2012, seus bancos de dados históricos também são gratuitos e de acesso aberto.
Em 2003, tornou-se o primeiro jornal digital do Chile a ser reconhecido como tal pela Superintendência de Valores e Seguros [es], ou seja, tem um estatuto semelhante ao da imprensa escrita publicada em papel, incluindo o poder de publicar avisos legais. Os meios de comunicação impressos, liderados pelo El Mercurio, interpôs recurso de proteção perante o Tribunal de Apelações de Santiago [es] para reverter essa decisão, que foi rejeitada tanto pelo tribunal como pela Suprema Corte em segunda instância, estabelecendo um importante precedente na questão.
Em 25 de maio de 2010, o jornal lançou um canal de televisão online, El Mostrador TV [es], que é transmitido atualmente por sinal de televisão digital no canal 26 dentro do anel da avenida Américo Vespúcio, em Santiago.

## Organização
El Mostrador pertence à La Plaza S.A. Seu presidente é Germán Olmedo Acevedo, enquanto seu vice-presidente é Federico Joannon Errázuriz. O diretor jornalístico é Héctor Cossio López e o vice-diretor é Iván Weissman.

## Conteúdo
A website El Mostrador se organiza nas seguintes seções:
- Notícias: Notícias nacionais e internacionais, editoriais e cartas ao diretor, entre outros
- Mercados: Notícias do ramo econômico
- TV: Análise, opinião e agenda cultural em formato de vídeo
- Cultura+Cidade: Notícias do ramo cultural
- Vida Online: Notícias do ramo tecnológico e da Internet

## Incidentes
Em 19 de março de 2010, o jornal El Mostrador publicou um relatório que ligava o recém-nomeado governador da província de Biobío, José Miguel Steigmeier, ao círculo interno de Paul Schäfer, ex-líder de Villa Baviera, e com suposta participação na lavagem de dinheiro. Diante dessa informação, o ministro do Interior, Rodrigo Hinzpeter, convocou Steigmeier ao Palácio de La Moneda no mesmo dia, decidindo depois da reunião anular sua nomeação para governar o Biobío.
Em 22 de abril de 2010, Mirko Macari deixou a diretoria de El Mostrador, devido à sua nomeação como diretor do jornal La Nación. No entanto, as pressões da União Democrática Independente (UDI) fizeram com que o governo de Sebastián Piñera revertesse a decisão no dia seguinte. A volta de Macari ao seu cargo original no El Mostrador foi publicado por meio de um comunicado de imprensa aos meios de comunicação em 23 de abril, sob a consideração de que a retirada anterior era um ato voluntário e que o jornalista satisfazia "plenamente os padrões de pluralismo, autonomia e qualidade que caracterizam o El Mostrador".